# Seimatosporium macrospermum
Seimatosporium macrospermum är en svampart som först beskrevs av Berk. & Broome, och fick sitt nu gällande namn av B. Sutton 1975. Seimatosporium macrospermum ingår i släktet Seimatosporium och familjen Amphisphaeriaceae.   Inga underarter finns listade i Catalogue of Life.